# 五十川ちほ
五十川 ちほ（いそがわ ちほ、1993年〈平成5年〉11月28日 - ）は、日本の女性モデル、レースクイーン。
大阪府出身。スリーライズ所属。愛称はちーころ。

## 来歴・人物
2017年のD1グランプリで「PACIFIC RACING Drift Dreamers」を務めた後、2018年、「Pacific Panther Girl」としてSUPER GTのレースクイーンを初めて務める。翌2019年には「GAINER sucre」として神崎美羽と共にGT300クラスのレースクイーンを務めた。
2020年2月14日の大阪オートメッセにおいて、2020年のLM corsa TWSプリンセスに選ばれたことが発表されたが、この年は新型コロナウイルス感染症流行の影響でレース日程が大幅に変更され、更に無観客での開催が続いたため、五十川が同年度のSUPER GTレースに初参加したのは10月24日 - 25日の鈴鹿サーキット戦が最初となった。そうした事情からか、翌2021年も鈴木志歩、涼野はるかと共にTWSプリンセスを継続していた。2022年は霧島聖子と共に「にゃんこ大戦争ガールズ」としてスーパーフォーミュラのレースクイーンを務める。
また2017年から3年連続でRISEラウンドガール「R-1SE Force」としても活動し、2020年からは「R-1SE Force」のマネージャーを務める。並行して2020年にRIZINのラウンドガールを務めた。RIZINでのメンバーカラーはオレンジ。
趣味は漫画を読む、バレーボール。特技は犬の鳴きまね。好きな色はオレンジ。

## 活動

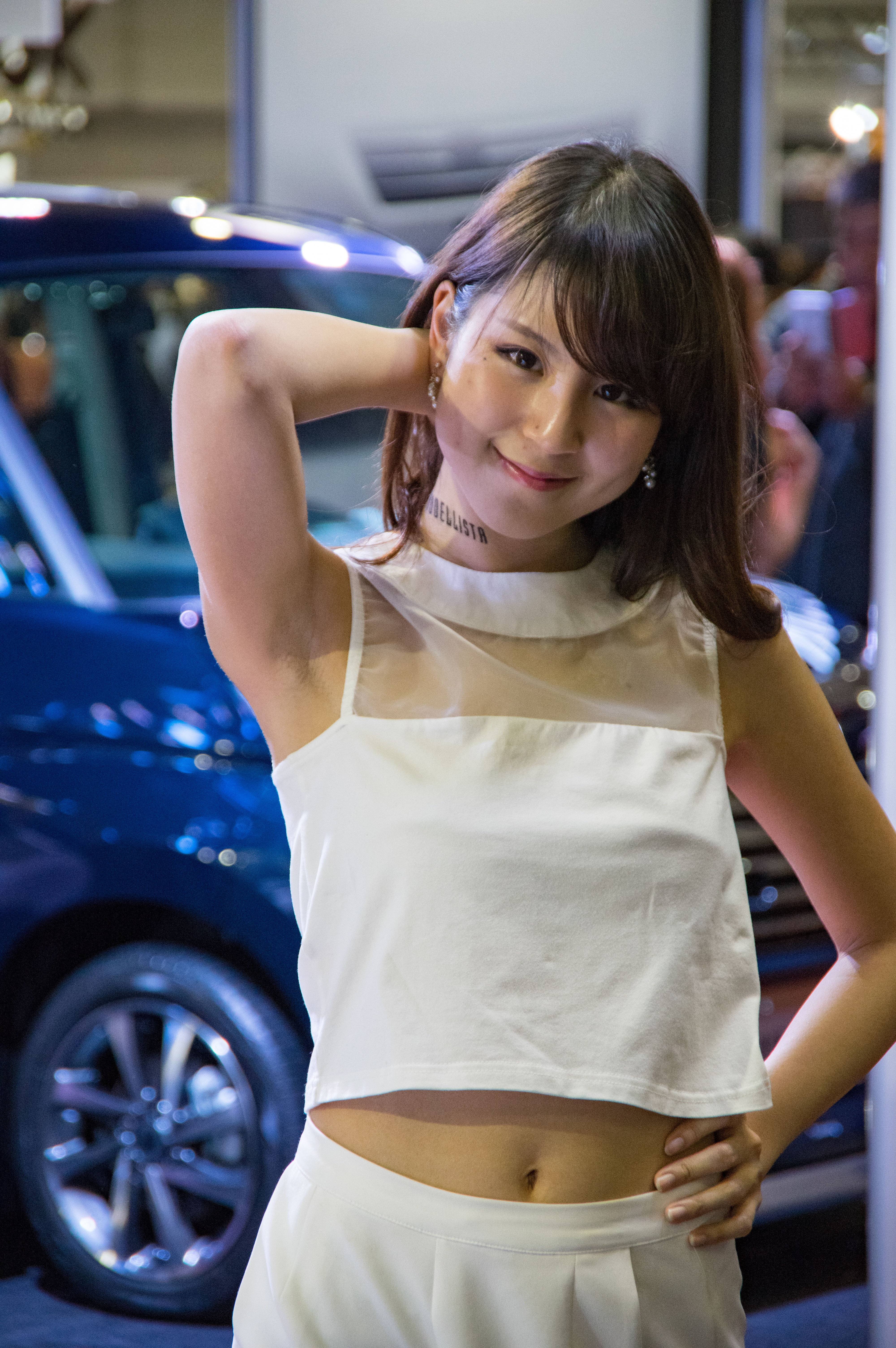
2017年・東京オートサロンにて

### レースクイーン
| 年     | カテゴリー           | チーム名                                           | 他メンバー                       |
| ------ | -------------------- | -------------------------------------------------- | -------------------------------- |
| 2017年 | D1グランプリ         | PACIFIC Drift Dreamers                             | 有馬奈那、平原愛香、藤咲百合香   |
| 2017年 | ー                   | WITH ME racing team                                | 鳴村なか、徳成玲香               |
| 2018年 | SUPER GT             | PACIFIC Panther Girl                               | 中村このみ、寺地みのり           |
| 2018年 | D1グランプリ         | PACIFIC Drift Dreamers                             | [ 注 2 ]                         |
| 2019年 | SUPER GT             | GAINER sucre                                       | 神崎美羽                         |
| 2020年 | SUPER GT             | LM corsa TWSプリンセス                             | 涼野はるか、鈴木志歩、加乃ほのか |
| 2021年 | SUPER GT             | LM corsa TWSプリンセス                             | 西山絵理香、鈴木志歩、涼野はるか |
| 2022年 | スーパーフォーミュラ | Kuo VANTERIN TEAM TOM'S 「にゃんこ大戦争ガールズ」 | 霧島聖子                         |

### ラウンドガール
| 年     | 大会名 | ユニット名      | 他メンバー |
| ------ | ------ | --------------- | --- |
| 2017年 | RISE   | R-1SE Force     | 仲村ありさ、aym、泉えな、美すず |
| 2018年 | RISE   | R-1SE Force     | 美すず、永原芽衣、岬千紗、美波えり、星乃七夕                                                                                         |
| 2019年 | RISE   | R-1SE Force     | 森脇亜紗紀、COCO、桜りん、堀尾実咲、柚浦桃                                                                                           |
| 2020年 | RIZIN  | RIZINガール2020 | 東海林里咲、澤田実架、久保田杏奈、佐々木晴花 相沢菜々子、川目百音、川瀬忍、広瀬晏夕 難波小百合、上運天美聖、山口梓、松本梨花、はるま |

### イベント
| イベント名                 | 出演年             | 出演ブース                    |
| -------------------------- | ------------------ | ----------------------------- |
| 東京オートサロン           | 2017年             | トヨタモデリスタ              |
| 東京オートサロン           | 2018年             | MOTUL                         |
| 東京オートサロン           | 2019年             | RS☆R                          |
| 東京オートサロン           | 2020年             | カロッツェリアジャパン OHLINS |
| コミックマーケット         | 2017年             | 92、93 カスペルスキー         |
| 東京モーターショー         | 2017年             | パイオニア                    |
| 大阪モーターサイクルショー | 2018年             | MOTUL                         |
| 東京ゲームショウ           | 2016・2017・2018年 | D3パブリッシャー              |
| 東京ゲームショウ           | 2019年             | アイ・オー・データ機器        |

- 秋の電撃文庫（2017年10月1日、秋葉原UDX&ベルサール秋葉原） - カスペルスキーブースにて御坂美琴役として出演[26]
- ハイパーミーティングin筑波2019（2019年3月17日、筑波サーキット） - イベントMCとして出演[注 6]

### MV
- ゴールデンボンバー「#CDが売れないこんな世の中じゃ」（2017年）[21]

### ラジオ
- エフエム熱海湯河原－『Ciao!』－洋楽専門バラエティ－SOUND Linkー パーソナリティ[28]